# Nini Patalo
Nini Patalo est une série de bandes dessinées de Lisa Mandel, publiée aux éditions Glénat, de 2003 à 2009, pour 5 tomes. Elle a été également prépubliée dans le magazine Tchô ! à la même période.
Elle est adaptée en série d'animation à partir de 2010.

## Tomes
- Nini Patalo

1. Où sont passés mes parents ? (2003)
2. C'est parti mon kiki ! (2004)
3. Catch, espace, et poireaux (2005)
4. L'important, c'est de gagner ! (2006)
5. Nous revoilou !! (2009)

## Synopsis
Nini a souhaité que ses parents disparaissent. Chose faite le lendemain. Mais Nini se sent seule, alors en faisant prendre vie son canard en peluche André, en apprivoisant un monstre qu'elle nomme Patalo, et en rencontrant un homme préhistorique congelé nommé Jean-Pierre, ils ont des aventures chaque jour !

## Série d'animation
En 2010, la BD est adaptée par le studio Je suis bien content en une série de 39 épisodes de 7 minutes. Ces épisodes sont diffusés à partir du 24 octobre 2011 sur France 3 dans l'émission Ludo du matin.
La première saison Nini Patalo a également été diffusée en 2012 sur Canal J. La saison 2 est diffusée en 2013.

### Distribution
- Camille Donda : Nini (sauf le pilote : Elodie Hiolle)
- Donald Reignoux : André
- Bernard Bollet : Jean-Pierre (sauf le pilote : Raphaël Lamarque)
- Caroline Mozzone : Mme Grimbichu / Bamba
- Emmanuel Garijo : voix additionnelles

- Version originale
  - Studio d'enregistrement : Ramses2
  - Direction artistique : Françoise Blanchard

## Prix et distinctions
- Prix Tam-Tam 2007 du salon du livre et de la presse jeunesse de Montreuil pour le quatrième album de Nini Patalo[3]
- Pépite de la meilleure série télévisée au Salon du livre et de la presse jeunesse de Montreuil en 2011 pour l'adaptation de Nini Patalo[4] (réalisation Boris Guilloteau, écriture : Lisa Mandel et Laurent Sarfati)
- Sélection Officielle au Festival international du film d'animation d'Annecy 2012[5] pour un épisode de la série télévisée.